# 1636
Реформація •  Епоха великих географічних відкриттів •  Ганза •  Нідерландська революція •  Річ Посполита •  Запорозька Січ

## Геополітична ситуація
Османську імперію очолює Мурад IV (до 1640). Під владою османського султана перебувають Близький Схід та Єгипет, Середземноморське узбережжя Північної Африки, частина Закавказзя, значні території в Європі: Греція, Болгарія та Сербія. Васалами османів є Волощина та Молдова.
Священна Римська імперія — наймогутніша держава Європи. Її територія охоплює, крім німецьких земель, Угорщину з Хорватією, Богемію, Північну Італію. Її імператором є Фердинанд II з родини Габсбургів (до 1637). Фердинанд III Габсбург — король Угорщини. На території імперії триває Тридцятирічна війна.
Габсбург Філіп IV Великий є королем Іспанії (до 1665) та Португалії. Йому належать Іспанські Нідерланди, південь Італії, Нова Іспанія, Нова Гранада та Нова Кастилія в Америці, Філіппіни. Португалія, попри правління іспанського короля, залишається незалежною. Вона має володіння в Бразилії, в Африці, в Індії, на Цейлоні, в Індійському океані й Індонезії.
Північ Нідерландів займає Республіка Об'єднаних провінцій. Король Франції — Людовик XIII Справедливий (до 1643). Королем Англії є Карл I (до 1640). Король Данії та Норвегії — Кристіан IV Данський (до 1648), королева Швеції — Христина I (до 1654). На Апеннінському півострові незалежні Венеційська республіка та Папська область.
Королем Речі Посполитої, якій належать українські землі, є Владислав IV Ваза (до 1648). На півдні України існує Запорозька Січ.
Царем Московії є Михайло Романов (до 1645). Існують Кримське ханство, Ногайська орда.
В Ірані правлять Сефевіди.
Значними державами Індостану є Імперія Великих Моголів, Біджапурський султанат, султанат Голконда, Віджаянагара. У Китаї править династія Мін, маньчжури утворили династію Цін. У Японії триває період Едо.

## Події

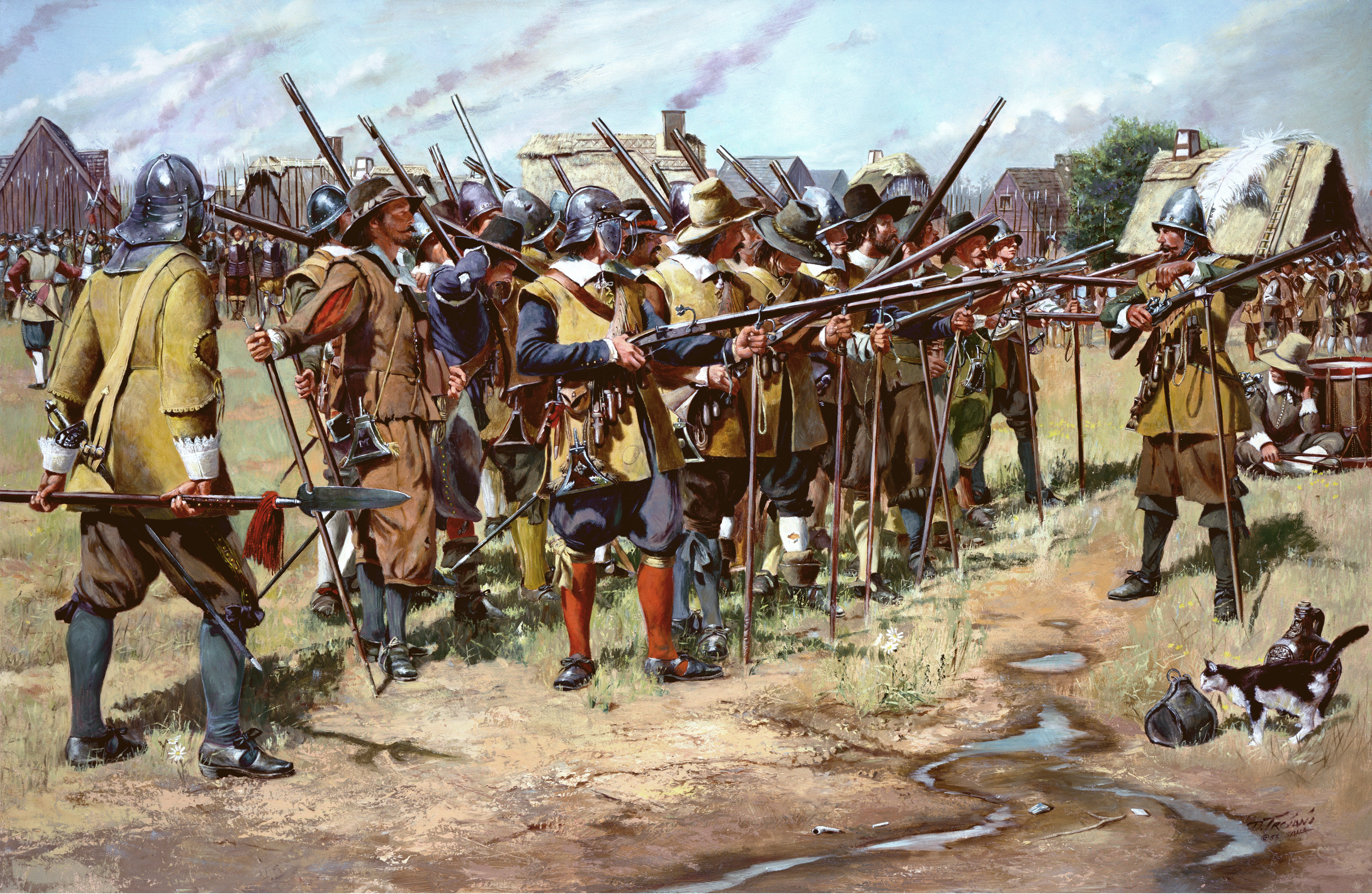
Массачусетська міліція.

- Триває Тридцятирічна війна, в яку вступила Франція.
- Фердинанда III Габсбурга обрано римським королем.
- Триває Вісімдесятирічна війна між Республікою Об'єднаних провінцій та Іспанією.
- Ефіопський імператор Фасілідес заснував місто Гондер, столицю впродовж 2 століть.
- Маньчжури проголосили утворення династії Цін (чистої).
- Лі Цзичен очолив селянське повстання проти династії Мін.
- Біджапурський султанат та султанат Голконда визнали сюзеренітет імперії Великих моголів.
- Роджер Вільямс заснував колонію на острові Род-Айленд.
- Колоністи Массачусетсу організували три полки міліції для захисту від індіанців. Цю подію вважають початком Національної гвардії США.
- У Ресіфі, Голландська Бразилія, відкрилася перша синагога в Новому Світі — Кахал-Цур-Ізраель.

## Наука та культура
- 28 жовтня у місті Кембридж на території англійської колонії Массачусетс засновано перший у Новій Англії коледж, який згодом виріс у Гарвардський університет.
- Засновано Утрехтський університет.
- В Англії видавництво Oxford University Press отримало статус привілейованого.

## Народились
Див. також Категорія:Народились 1636

## Померли
Див. також Категорія:Померли 1636